# Либерец (район)
Район Либерец (чеш. Okres Liberec) — один из 4 районов Либерецкого края Чехии. Административным центром является город Либерец. Площадь составляет 988,87 км², население — 174 518 человек (плотность населения — 176,48 человек на 1 км²).

## Административно-территориальное деление
В состав района входят 59 населённых пунктов, в том числе 11 городов:
- Градек-над-Нисоу (Hrádek nad Nisou)
- Чески-Дуб (Český Dub)
- Либерец (Liberec)
- Нове-Место-под-Смркем (Nové Město pod Smrkem)
- Осечна (Osečná)
- Годковице-над-Могелькоу (Hodkovice nad Mohelkou)
- Распенава (Raspenava)
- Храстава (Chrastava)
- Гейнице (Hejnice)
- Фридлант (Frýdlant)
- Яблонне-в-Подештеди (Jablonné v Podještědí)